# 塞卡爾峰 (阿亨湖)

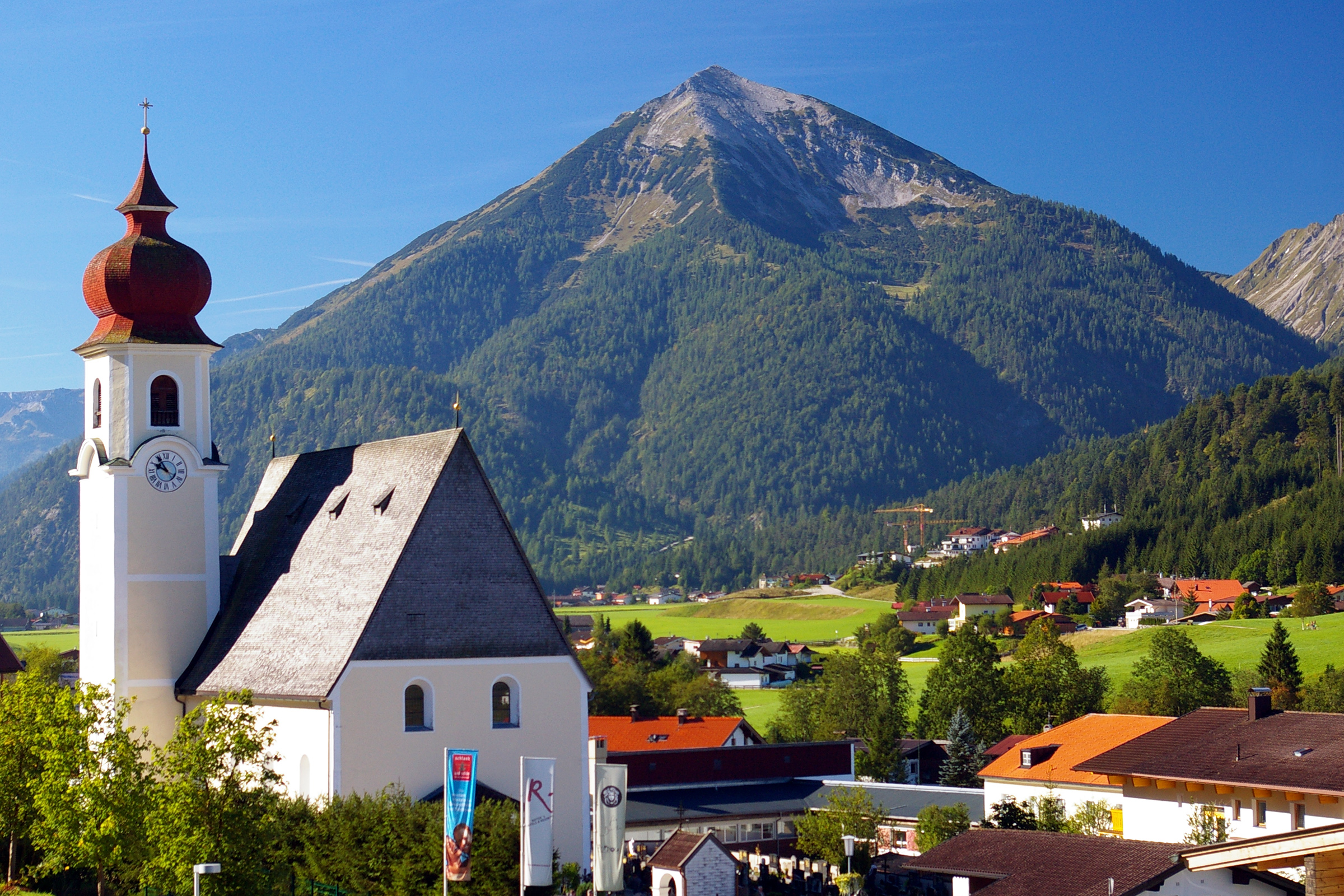

47°28′47″N 11°40′58″E / 47.47972°N 11.68278°E
塞卡爾峰（德語：Seekarspitze），是奧地利的山峰，位於該國西部，由蒂羅爾州負責管轄，屬於福爾卡文德爾山的一部分，距離塞貝格峰1.5公里，海拔高度2,053米，每年平均降雨量1,806毫米。
本山峰与其南面1.5公里处的塞貝格峰可安排一天徒步登山之旅。由于北部山势较缓，而南部相对陡峭。建议从阿亨湖北部的Anchenkrich上山，登上本山峰后，再沿着两峰之间的山脊向南行进，抵达塞貝格峰后，再从南坡下山，到达Pertisau。全程总计约18公里，耗时约9小时。最佳访问季节是6月到9月，10月到来年5月因山顶积雪深，如果没有专业装备，往往难于登顶。